# Ruta 216 (Costa Rica)
La Ruta 216, oficialmente Ruta Nacional Secundaria 216, es una ruta nacional de Costa Rica ubicada en la provincia de San José.

## Descripción
En la provincia de San José, la ruta atraviesa el cantón de Goicoechea (el distrito de Ipís), el cantón de Vázquez de Coronado (los distritos de San Isidro, San Rafael, Cascajal).